# 与島沖旅客船沈没事故
与島沖旅客船沈没事故（よしまおきりょかくせんちんぼつじこ）は、2020年11月19日に小型旅客船が香川県坂出市の与島沖で沈没した海難事故である。
沈没した旅客船には、修学旅行中だった坂出市立川津小学校の児童や教員ら合わせて62人が乗っていたものの全員救助された。また、そのうち児童含む3人が体温の低下などを訴えて病院に搬送され、大事には至らなかったものの軽傷を負った。11月20日には船長が業務上過失往来危険の疑いで高松海上保安部に逮捕された。

## 概要
旅客船「Shrimp of Art」は、高松海上タクシーが運航する19トンの小型のチャーター船であった。事故当日の2020年11月19日は、川津小学校の児童らを乗せ午後2時50分頃に高松港を出港。瀬戸内海をクルージングしたのちに坂出港へ午後5時頃到着する予定だったが、瀬戸内海に浮かぶ与島・羽佐島の北側の海域で浸水し、沈没した。

## 経緯

### 事故発生前
坂出市立川津小学校6年生の修学旅行は、前年まで、神戸、京都、奈良を巡る旅程であったが、2020年は、新型コロナウイルス感染症流行の影響で、行き先を香川県内に変更した。同小の児童および教員（校長含む）は、11月18日、1泊2日の日程で県内を巡る修学旅行へと出発した。19日の午後は瀬戸内海でのクルージングを経て学校へと戻る予定になっており、2時50分頃、旅客船「Shrimp of Art」に乗船した。

### 事故現場
与島周辺は岩場が多く、2017年にも2件の事故が発生している。岩礁は満潮になると海中に隠れてしまうため、航行の際は注意を要する。また、与島・羽佐島と岩黒島の間に渡る瀬戸大橋（岩黒島橋）を、全長50メートル以上の船舶がくぐり抜けることは禁止されているが、旅客船「Shrimp of Art」は全長11メートル程であったためこの制限には抵触していなかった。しかし、その場合でも高松海上保安部はこの海域を航行する場合は十分に安全を確保するよう呼びかけていた。

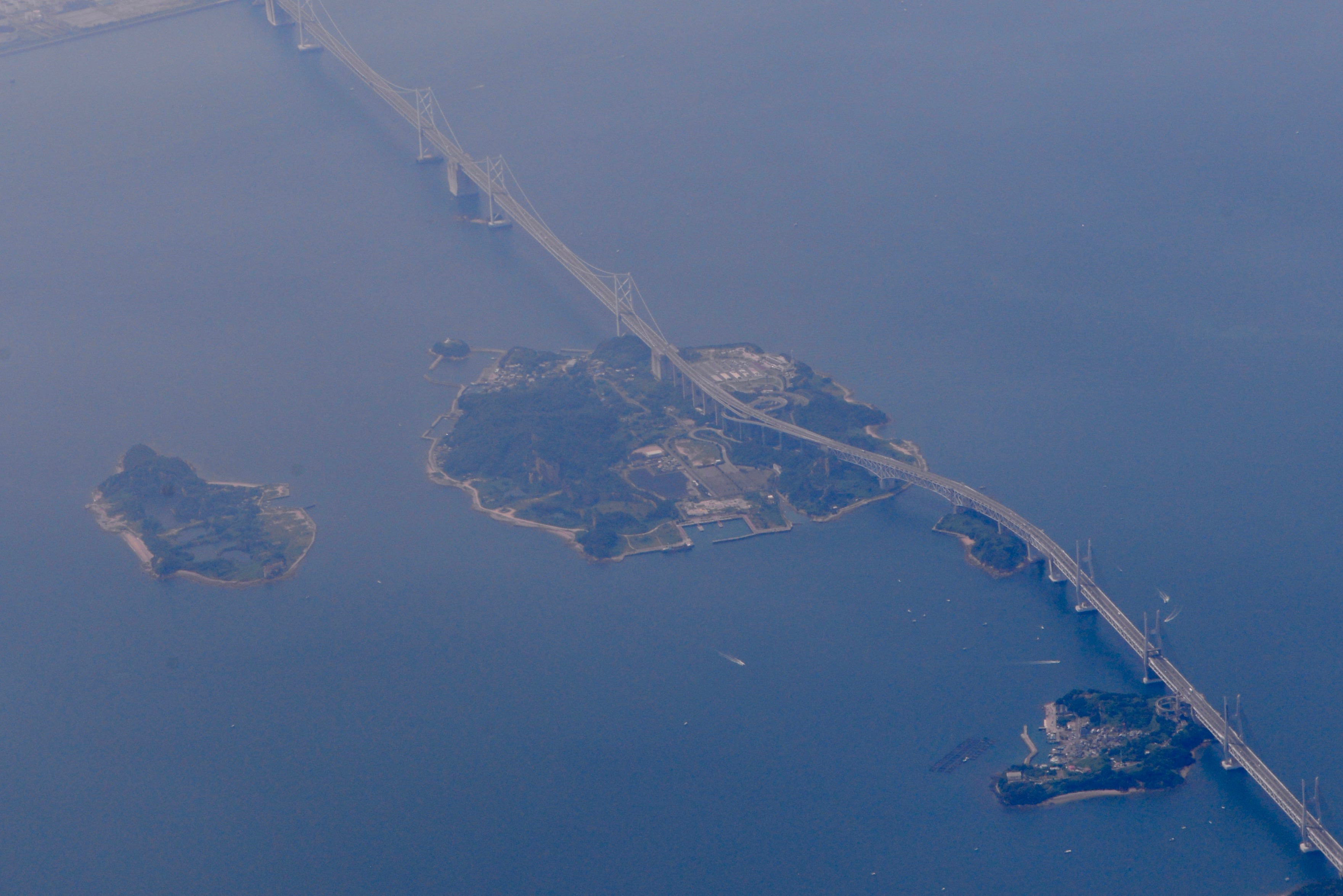
現場となった与島沖

### 事故発生
瀬戸内海を航行している途中、与島沖で衝撃とともに浸水が始まり、午後4時40分頃に船長が「漂流物に衝突して船が浸水している」と118番通報を行った。船内では乗組員が乗客へ救命胴衣の着用を指示したが、その直後に海水が客室へ侵入したためデッキへ移動。さらに校長は屋根の上へ児童を上らせ救助を待った。その後船長が「飛び込んで船から離れるように」と指示し、児童・教員が海へ飛び込んだ。ただ、児童・校長など合わせて10人程度は船上に残った。

### 救助活動
近くの漁師らが事故現場に駆けつけ、海に浮かぶ児童らの救助活動を開始した。周囲が薄暗くなる中、漁船や貨物船が照明を当てながら救助作業が行われた。のちに海上保安部も到着し、事故発生から約1時間ほどで無事全員が救助された。救助を待つ間、パニック状態に陥る児童もいたものの、児童同士が声を掛け合っていたという。また、救助された62人のうち、児童の男女2人とバスガイドの女性（72歳）が低体温症などを訴えて病院に搬送されたものの、命に別状はなく、いずれも軽症だった。
なお、船は通報から20分ほどで沈没した。

## 捜査
事故の翌日、11月20日に高松海上保安部が実況見分を行い、沈没した船体が、事故発生時に通報を受けた地点から南東約2キロ、小与島沖の海中で発見された。また、潜水士6人らによる潜水調査の結果、旅客船の塗料と同じものと見られる塗料が現場近くの岩場に付着していたという。同日、高松海上保安部は、危険性を十分に確認せずに運航し、浅瀬に乗り上げ沈没させたとして旅客船船長（45歳男性）を業務上過失往来危険の疑いで逮捕した。また、夜には船の運航会社である高松海上タクシーを捜索した。
11月21日には、運輸安全委員会が調査官3人を現地へ派遣して調査を開始した。
2021年3月18日付で高松簡易裁判所は、業務上過失往来危険と業務上過失傷害の罪で略式起訴された元船長に罰金40万円の略式命令を出した。
2023年3月15日、海難審判所は、事故現場付近の調査を十分行わなかった職務上の過失があるなどとして、元船長に対し業務停止1か月の裁決を言い渡した。